# Sergueï Gouriev
Pour les articles homonymes, voir Gouriev.
Sergueï Maratovitch Gouriev (en russe : Сергей Маратович Гуриев), né le 21 octobre 1971 à Vladikavkaz, est un économiste russe, chef économiste de la Banque européenne pour la reconstruction et le développement. Il est directeur de la formation à l'Institut d'études politiques de Paris.

## Biographie

### Jeunesse et études
Sergueï Gouriev naît à Ordjonikidzé en Ossétie du Nord en 1971. Il effectue ses études secondaires au lycée de physique et de mathématiques de Kiev, où il obtient son baccalauréat en 1988. Il étudie ensuite à l'Institut de physique et de technologie de Moscou, où il obtient en 1993 un master en économie, et un master en informatique. En 1994, il obtient un doctorat en mathématiques appliquées de l'Académie des sciences de Russie.

### Parcours professionnel en Russie
En 1997 et 1998, il est chercheur post-doctoral au département d'économie du Massachusetts Institute of Technology. Il revient en Russie pour rejoindre la Nouvelle école d'économie (New Economic School (en)) de Moscou. Il en devient membre permanent en 1999, puis recteur en 2004. Il enseigne l'économie du développement, la théorie microéconomique et la théorie du contrat.
En 2002, il devient docteur ès sciences économiques (d) de l'Académie des sciences de Russie.
De 2003 à 2004, il est visiting assistant professor au département d'économie de l'université de Princeton.

### Parcours professionnel en France
Gouriev quitte la Russie le 30 avril 2013 après avoir été arrêté et questionné par des policiers, qui avaient fouillé sa maison et récupéré cinq années de courriels. L'arrestation était due à ses critiques vis-à-vis du gouvernement de Vladimir Poutine dans l'affaire Ioukos,. En 2015, Vladimir Poutine niera que le départ de Gouriev ait pu être liée aux activités du gouvernement.
L'année de son arrivée en France, il est recruté au sein de l'IEP de Paris. Il rejoint le département d'économie. Il est research fellow au sein du Centre for Economic Policy Research. En 2019, il est nommé par Frédéric Mion directeur scientifique du programme de master et de doctorat en économie de l'institut.
Il est choisi en 2022 pour cinq ans comme membre senior de l'Institut universitaire de France
En 2022, il est également nommé directeur de la formation et de la recherche par Mathias Vicherat avec le titre de « provost »,. Le 26 janvier 2024, la London Business School (LBS) annonce son départ de Sciences Po pour diriger la LBS.